# Triencentrus difficilis
Triencentrus difficilis är en insektsart som först beskrevs av Morgan Hebard 1927.  Triencentrus difficilis ingår i släktet Triencentrus och familjen vårtbitare. Inga underarter finns listade i Catalogue of Life.